# Gibberythrops longicauda
Gibberythrops longicauda är en kräftdjursart som beskrevs av Freddy Bravo och Murano 1997. Gibberythrops longicauda ingår i släktet Gibberythrops och familjen Mysidae. Inga underarter finns listade i Catalogue of Life.